# We Are Number One
《We Are Number One》是冰島兒童電視節目《懶人小鎮》的一首歌曲，由 Máni Svavarsson 填詞、作曲。
這首歌在懶人小鎮第四季第12集首次撥出，內容描述劇情中反派羅比羅滕（Robbie Rotten），試圖教導他的四個分身如何抓住超級英雄。
影片播出兩年後，在劇中飾演羅比羅滕的演員斯特凡·卡爾·斯蒂芬森宣布罹患了膽管癌；消息公開後，在網路上開始出現大量使用We Are Number One的改編作品，也有民眾請願希望能讓斯蒂芬森能在2017年的歐洲歌唱大賽中，代表冰島出賽演唱這首歌。 
斯蒂芬森在2018年8月21日因膽管癌過世。
截至2023年1月，官方音樂影片在YouTube上的觀看次數超過1.2億次。

## 外部連結
- Lazy Town | We are Number One （页面存档备份，存于） - 懶人小鎮官方YouTube頻道